# Roberto González-Quevedo
Roberto González-Quevedo González (Palacios del Sil, 1953) es un filósofo, antropólogo y lingüista español. Actualmente reside en Oviedo.

## Biografía
Es licenciado en Filosofía y doctor en antropología con su tesis doctoral Roles sexuales y cambio social en un valle de la Cordillera Cantábrica y también en Filología Hispánica con su tesis La Fala de Palacios del Sil.
Roberto González-Quevedo es hijo de la escritora palaciega Eva González Fernández. Colaboraron escribiendo una serie de libros, poesías e historias en pal.luezu, el habla leonesa de Palacios de Sil; Poesías ya cuentus na nuesa tsingua (1980), Bitsarón: Cousas pa nenus ya pa grandes na nuesa tsingua (1981), Xentiquina (1983), Xeitus: poesías ya cuentus (1985) y Branas d’antanu ya xente d’anguanu: poesías ya cuentus (1990).
En 1981 logró el premio conocido como Premiu de Narraciones Curties de la Diputación d’Asturies, (antecesor del premio Josefa Jovellanos) con su relato: Pul sendeiru la nueite, un libro de carácter iniciático que recrea Pesicia, una tierra de origen prerromano, patria de los astures más occidentales, los pésicos. Una tierra que conjuga el occidente de Asturias con el de León. Siempre atento a la evolución cultural conjunta de las dos franjas más occidentales de esos antiguos reinos, viene colaborando en los espacios creados en común entre las dos tierras desde la Transición española.
González-Quevedo es miembro de número de la Academia de la Lengua Asturiana y director de la revista Cultures, editada por la Academia asturiana y dedicada a temas antropológicos y etnográficos.

### Obras escritas en colaboración con Eva González
- Poesías ya cuentus na nuesa tsingua, Poesías ya hestorias na nuesa tsingua (1980)
- Bitsarón: Cousas pa nenus ya pa grandes na nuesa tsingua (1981)
- Xentiquina (1983)
- Xeitus (1985)
- Brañas d’antanu ya xente d’anguanu: poesías ya cuentus (1990)
- Poesías ya cuentus na nuesa tsingua (2007)

### Obras con otros autores
- Cuentus de Nós (1983)
- Cuentos de Lleón (1996)
- La tierra escrita (2002)
- Cuentos del Sil (2006)
- Historia de un amarillo (2006) Obra conmemorativa.
- Dir pa prisión (2008).
- El Principito (2024)

### Antologías
- Antoloxía poética del resurdimientu (1989)
- En boca de todos (2006)
- Toma de tierra (2010)

### Obras literarias de Roberto González-Quevedo
- Pol sendeiru la nueite (1981)
- Inis Anion (1986)
- L.lume de L.luz (2002)
- Pan d'Amore (2004)
- El Sil que baxaba de la nieve (2007)
- Onde Viven los Amigos (2010)
- Sangre na braña(2011)[1]
- Hestoria de la lliteratura primera en Pesicia (2014)
- La nieve de Pesicia (2014)
- Los crímenes de Pumarín (2019)
- Cuando los dioses se pierden na nublina (2019)

### Ensayo e Investigación
- Roles sexuales y cambio social en un valle de la Cordillera Cantábrica (1991)
- Antropoloxía llingüística: cultura, llingua y etnicidá (1994)
- Economía y cultura: cambios económicos y cambios culturales n'Asturies (1997)
- La cultura de los vaqueiros de alzada según Bernardo Acevedo (1997)
- La Fala de Palacios de Sil (2001)
- historia de un amarillu (2002)
- Toponimia de Palacios del Sil (2003)
- Antropología social y cultural de Asturias, introducción a la cultura asturiana (2003)
- Hestoria de la Filosofía (2005)
- El sentimientu emigrante na lliteratura n'asturianu (2006)
- La cultura asturiana (2010)